# Melissodes raphaelis
Melissodes raphaelis là một loài Hymenoptera trong họ Apidae. Loài này được Cockerell mô tả khoa học năm 1898.